# Денисов, Михаил Михайлович
Михаил Михайлович Денисов (13 августа 1909, Нижегородская губерния — 29 января 1982, Москва) — советский хозяйственный, государственный и партийный деятель. Член ВКП(б).

## Биография
С 1930 года — на хозяйственной, общественной и политической работе, сперва во Владимирской области (председатель Муромского райисполкома), секретарь Горьковского обкома ВКП(б);
В годы Великой Отечественной войны отвечал за снабжение блокадного Ленинграда, заместитель народного комиссара (министра) торговли СССР, за работу в этой должности награждён Орденом Ленина (1944).
C 1962 года и до конца жизни председатель правления Роспотребсоюза.
Избирался депутатом Верховного Совета РСФСР 6-го, 7-го, 8-го, 9-го, 10-го созывов.